# 吴兴碘泡虫
吴兴碘泡虫（学名：Myxobolus wushingensis）为碘泡科碘泡虫属的动物。在中国，分布于浙江等，营寄生生活，寄生在鲫的肾、肠。